# Steinbrunn (Weißenbrunn)
Steinbrunn (auch Steinenbrunn genannt) ist eine Wüstung auf dem Gemeindegebiet von Weißenbrunn im Landkreis Kronach (Oberfranken, Bayern).

## Geografie
Die Einöde lag auf einer Höhe von 441 m ü. NHN und war von Wald umgeben. Wildenberg lag 0,9 km nördlich von Steinbrunn.

## Geschichte
Gegen Ende des 18. Jahrhunderts gehörte Steinbrunn zur Realgemeinde Wildenberg. Das Hochgericht übte das bambergische Centamt Burgkunstadt-Marktgraitz aus, was vom bambergischen Centamt Kronach ebenfalls beansprucht wurde. Die Grundherrschaft über das Einödgehöft hatte die Verwaltung Wildenberg inne.
Mit dem Gemeindeedikt wurde Steinbrunn dem 1808 gebildeten Steuerdistrikt Hain und der 1818 gebildeten Ruralgemeinde Wildenberg zugewiesen. 1818 bestand Steinbrunn aus einem Anwesen. 1861 hatte der Ort 2 Einwohner.

## Religion
Der Ort war evangelisch-lutherisch geprägt und nach Weißenbrunn gepfarrt.